# Belshazzar

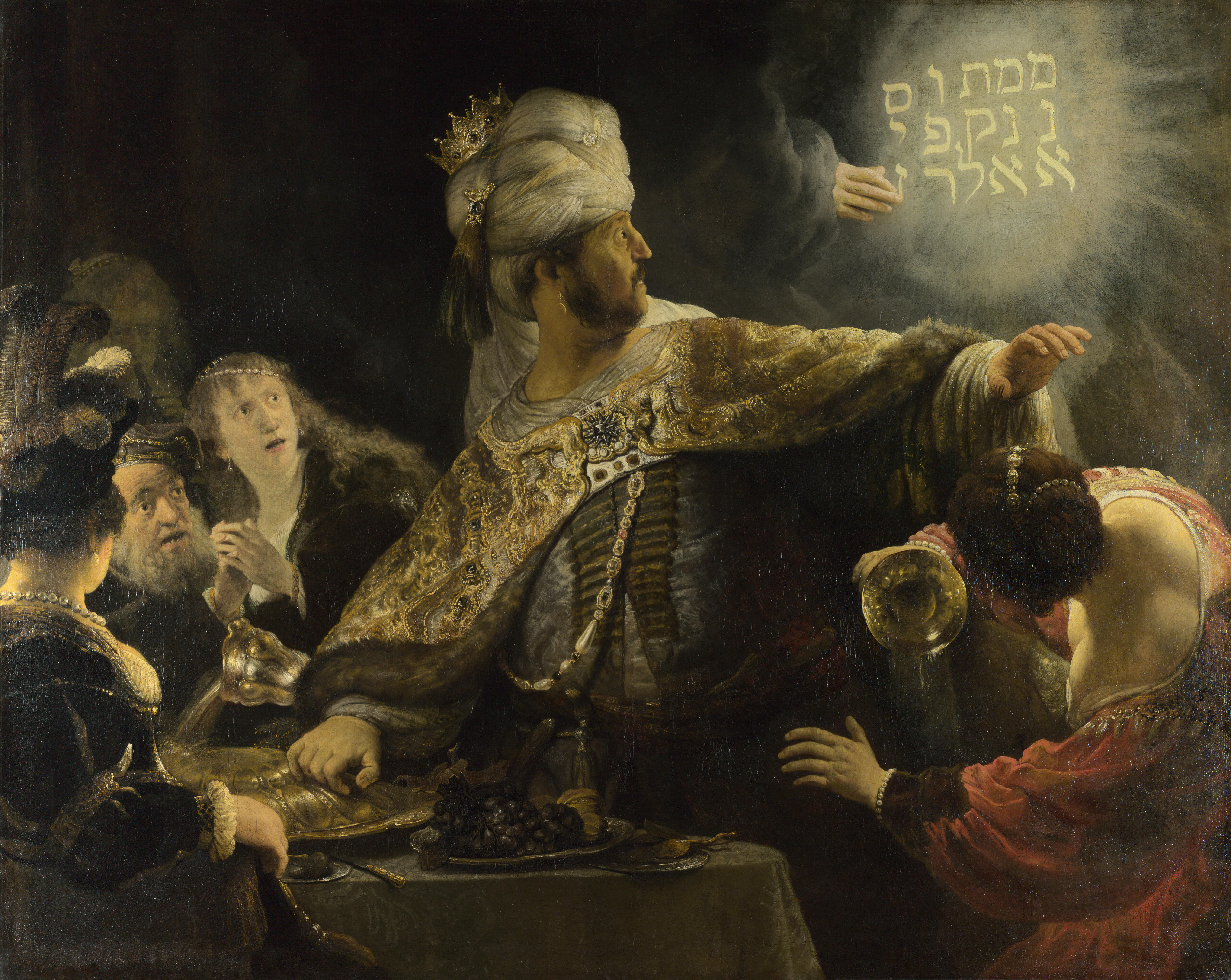
Gastmahl des Belsazar von Rembrandt

Belshazzar (HWV 61; dt. Belsazar) ist ein Oratorium in drei Teilen von Georg Friedrich Händel.

## Entstehung
Die Entstehung des Belshazzar lässt sich anhand eines überlieferten Briefwechsels zwischen Händel und dem Librettisten Charles Jennens nachvollziehen. Für die 1745er Saison plante Händel zwei neue Oratorien. Die Komposition des ersten davon, Hercules begann er am 19. Juli 1744. Schon am 9. Juni hatte er Jennens um die Zusendung des ersten Akts des Belshazzar gebeten. Am Tag, als er Hercules begann, schrieb er abermals einen Brief an Jennens, bedankte sich für die Zusendung und meinte „Your reasons for the length of the first act are interely satisfactory to me, and it is likewise my opinion to have the following acts short“.
Offenbar konnte Jennens mit Händels Tempo nicht mithalten. Schon am 21. August stellte Händel Hercules fertig und teilte mit, dass er den Text für den zweiten Akt erhalten habe, und nun ungeduldig auf den dritten warte. Die Vertonung fing er am 23. August an und stellte den ersten Akt am 3., den zweiten am 10. September fertig. Drei Tage später drängte er den Librettisten, ihm den ausstehenden Akt zuzusenden.
Am 3. Oktober bedankte er sich schließlich für den Erhalt des übrigen Textes, den er aber kürzen musste, um das Oratorium nicht zu lang zu machen. Ein Datum für die Fertigstellung des 3. Akts fehlt, aber laut Jennens war das Oratorium am 23. Oktober beendet. Die Uraufführung fand am 27. März 1745 am King’s Theatre statt.

## Libretto
Die Hauptquelle für das Libretto war das Buch Daniel (Dan 5), in dem die Ereignisse um das Sesachfest (siehe Menetekel) geschildert werden, daneben Jes 13 und Jer 25. Weitere historische Quellen sind Herodot (Historien I, 185 ff.), in dem insbesondere die Gestalt der Nitocris erscheint, die im Bibeltext nicht vorkommt, und Xenophon (Kyra paideia IV, 6 und XII, 13).

## Personen
Händel komponierte das Oratorium für das folgende Ensemble:
- Belshazzar: John Beard (Tenor)
- Gobrias: Henry Theodore Reinhold (Bass)
- Nitocris: Élisabeth Duparc, genannt La Francesina (Sopran)
- Cyrus: Mrs. Robinson (Mezzosopran)
- Daniel: Susanna Maria Cibber (Alt)

Wegen der Erkrankung von Mrs. Cibber mussten für die Uraufführung mehrere Umbesetzungen vorgenommen werden. Mrs. Robinson sang nun den Daniel, dessen Part an die höhere Stimmlage von Robinson angepasst werden musste. Thomas Reinhold sang nun den Cyrus. Die Rolle des Gobrias wurde aufgeteilt: ein Teil wurde von John Beard gesungen, der auch für die Titelrolle zuständig war, eine Arie wurde dem Cyrus zugewiesen.